# Gościniec (Rudka Starościańska)
Gościniec – część wsi Rudka Starościańska w Polsce, położona w województwie lubelskim, w powiecie lubartowskim, w gminie Uścimów.
W latach 1975–1998 Gościniec należał administracyjnie do województwa lubelskiego.
W wieku XIX Gościniec, samodzielna wieś wchodząca w skład ekonomii Parczew.